# Bus en sèrie universal
El bus en sèrie universal (conegut com a USB per les seves sigles en anglès de Universal Serial Bus) és un estàndard industrial desenvolupat a mitjan anys 1990 que defineix el cablejat, els connectors i el protocol de comunicacions emprat en un bus de dades per a connectar, comunicar i alimentar perifèrics des dels ordinadors.
L'USB es va dissenyar per a estandarditzar la connexió entre els ordinadors i els seus perifèrics, com per exemple: teclat, ratolí, càmera digital, impressora, reproductor multimèdia, disc dur i placa de xarxa, tant per comunicar-los com per proporcionar corrent elèctric als perifèrics. També ha esdevingut comú en altres dispositius com telèfons intel·ligents, organitzadors personals i consoles de videojocs. L'USB ha substituït una gran varietat d'interfícies anteriors, com el port sèrie i el port paral·lel així com l'alimentador elèctric extern de molts dispositius portàtils.

## Resum
Resumit, hi ha quatre tipus o mides de sistemes de connexió USB: 1) el més antic estàndard (per exemple el dels discs durs flash per USB), 2) l'encara vigent «Mini», 3) el «Micro» i, 4), el versàtil format USB On-The-Go, que es troba tant en mida Mini com Micro.
A diferència del cablejat elèctric comú a les cases particulars, cada extrem dels cables USB té un tipus diferent de connector: un A i un B. (una part de l'objectiu d'aquest disseny és el d'evitar els curtcircuits i danys d'equips per error en la connexió). Així, en general, qualsevol de les quatre mides requereix quatre tipus diferents de connector: un mascle i femella A a un extrem i un mascle i femella B a l'altre. Encara que sembli il·lògic, el format «micro» és el més resistent.
També hi ha quatre velocitats de transferència: Low Speed, Full Speed, High Speed i SuperSpeed. La High Speed només l'implementen les interfícies USB 2.0 (tot i que les 2.0 que no ho expliciten no la implementen) i les USB 3.0 interfaces. La SuperSpeed només l'implementen les interfícies USB 3.0.
| Estàndard                  | USB 1.0 1996 | USB 1.1 1998 | USB 2.0 2001 | USB 2.0 Revisat | USB 3.0 2008    | USB 3.1 2013    | USB 3.2 2017    | USB4 2019       |            |
| -------------------------- | ------------ | ------------ | ------------ | --------------- | --------------- | --------------- | --------------- | --------------- | ---------- |
| Taxa de transferència màx. | 12 Mbps      | 12 Mbps      | 480 Mbps     | 480 Mbps        | 5 Gbps          | 10 Gbps         | 20 Gbps         | 40 Gbps         |            |
| Connector tipus A          |              |              |              |                 |                 |                 | Deprecated      | Deprecated      |            |
| Connector tipus B          |              |              |              |                 |                 |                 | Deprecated      | Deprecated      |            |
| Connector tipus C          | N/D          | N/D          | N/D          | USB-C (Ampliat) | USB-C (Ampliat) | USB-C (Ampliat) | USB-C (Ampliat) | USB-C (Ampliat) |            |
| Connector mini-A           | N/D          |              |              |                 | Deprecated      | Deprecated      | Deprecated      | Deprecated      | Deprecated |
| Connector Mini-B           | N/D          |              |              |                 | Deprecated      | Deprecated      | Deprecated      | Deprecated      | Deprecated |
| Connector Mini-AB          | N/D          | N/D          | N/D          |                 | Deprecated      | Deprecated      | Deprecated      | Deprecated      | Deprecated |
| Connector Micro-A          | N/D          | N/D          | N/D          |                 |                 |                 | Deprecated      | Deprecated      |            |
| Connector Micro-B          | N/D          | N/D          | N/D          |                 |                 |                 | Deprecated      | Deprecated      |            |
| Connector Micro-AB         | N/D          | N/D          | N/D          |                 |                 |                 | Deprecated      | Deprecated      |            |

## Història

El logotip bàsic USB amb el trident

L'any 1994 set empreses van començar el desenvolupament de l'USB: Compaq, DEC, IBM, Intel, Microsoft, NEC i Nortel. L'objectiu era simplificar la connexió de dispositius externs als ordinadors i substituir la plètora de connectors, per simplificar l'ús i la configuració del programari de tots els perifèrics, tot i millorar la velocitat de transferència de dades entre dispositius. Un equip que incloïa l'Ajay Bhatt va treballar en l'estàndard a Intel, empresa que va produir els primers circuits integrats implementant l'USB l'any 1995.
L'especificació original de la versió USB 1.0, de gener de 1996, era capaç de realitzar transferències de dades a 1,5 Mbit/s en low speed i de 12 Mbit/s en full speed. La primera versió d'àmplia acceptació va ser la 1.1, al setembre de 1998. La transferència a 12 Mbit/s estava destinada a dispositius amb més velocitat, com els discs durs, i la d'1,5 Mbit/s als més lents, com la palanca de control.

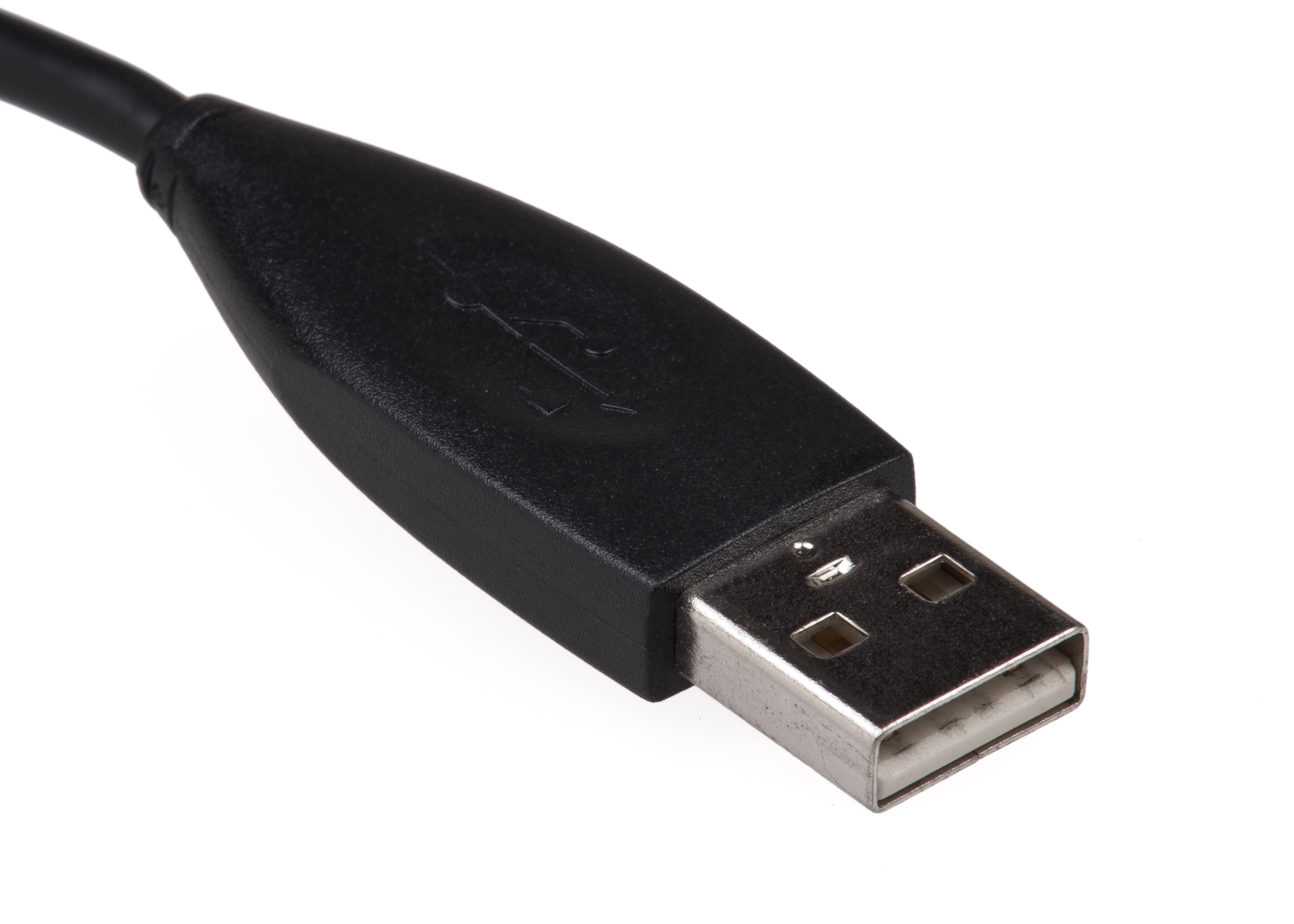
Un connector estàndard USB tipus A, el més habitual.

L'especificació 2.0 es va publicar l'abril de 2000 i el Fòrum d'Implementadors de l'USB (USB-IF) el va ratificar a la fi de l'any 2001. De forma conjunta, Hewlett-Packard, Intel, Lucent Technologies (actualment Alcatel-Lucent), NEC i Philips van permetre el desenvolupament d'una versió amb una versió de transferència més alta, amb l'especificació resultant de 480 Mbit/s, quaranta cops superior a l'especificació original 1.1.
La versió 3.0 de l'estandar es va publicar el novembre de 2008. Els seus majors objectius van ser incrementar la velocitat de transferència fins a 5 Gbit/s, reduir el consum elèctric, incrementar l'aportació de corrent elèctric als dispositius i que fos retrocompatible amb la versió 2.0. L'USB 3.0 inclou un bus més ràpid en paral·lel amb el bus USB 2.0 una nova versió que s'anomena SuperSpeed. Els primers dispositius equipats amb la versió 3.0 es varen presentar el gener de 2010.
L'any 2008 ja hi havia aproximadament 60.000 milions de ports i interfícies USB al mercat mundial i se'n venien uns 20.000 milions cada any.

### Historial de versions

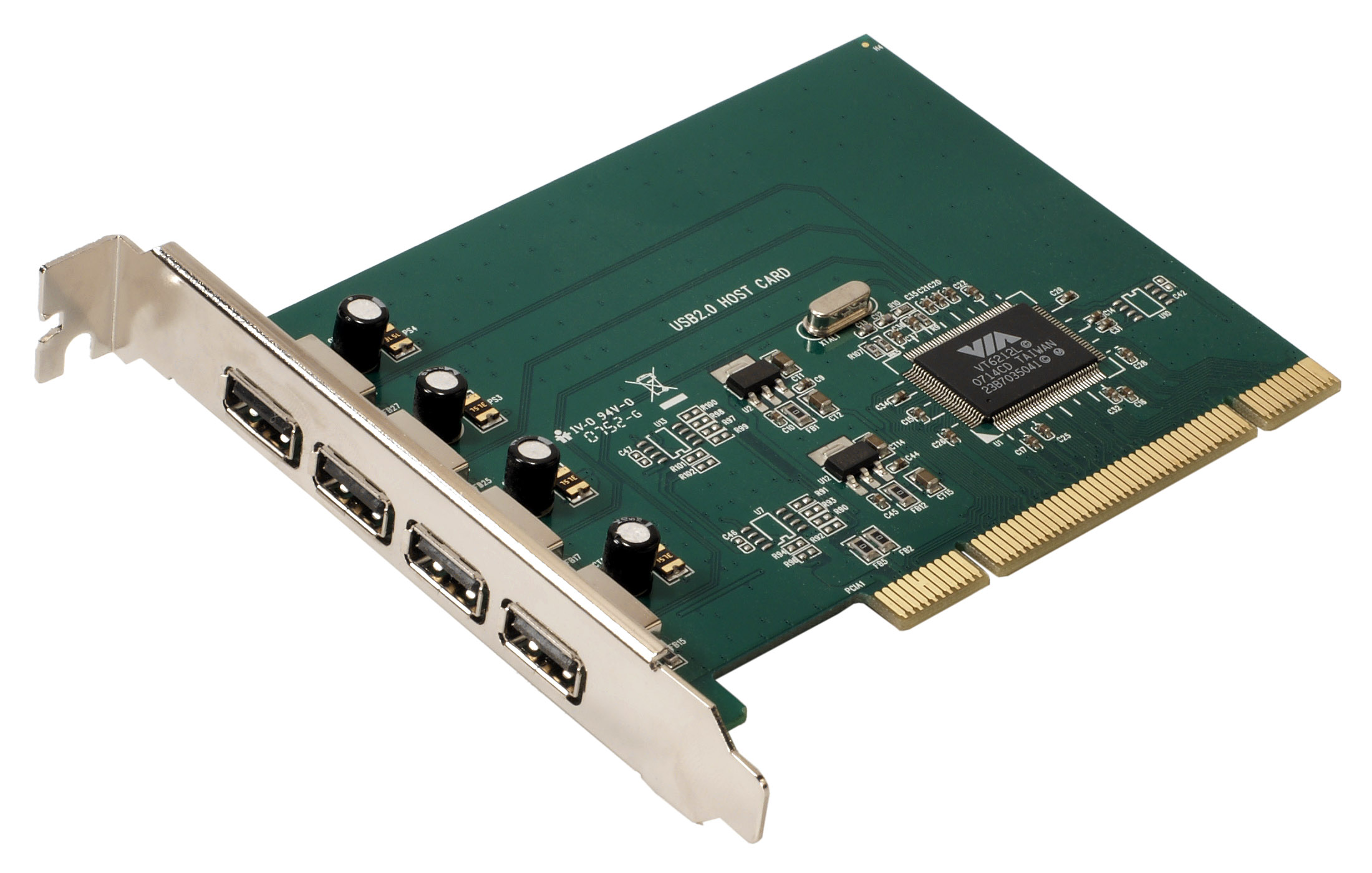
Una targeta USB Peripheral Component Interconnect per a ordinador de sobretaula

L'estàndard USB va evolucionar diverses versions fins a la seva publicació oficial l'any 1996:
- USB 0.7: publicat el novembre de 1994.
- USB 0.8: publicat el desembre de 1994.
- USB 0.9: publicat l'abril de 1995.
- USB 0.99: publicat l'agost de 1995.
- USB 1.0 Release Candidate: publicat el novembre de 1995.
- USB 1.0: publicat el gener de 1996.
- USB 1.1: publicat el setembre de 1998.
- USB 2.0: publicat l'abril de 2000.
- USB 3.0: publicat el novembre de 2008.
- USB 3.1: publicat el juliol de 2013.
- USB Type-C: similar al 3.1 però amb format diferent, publicat l'agost de 2014.
- USB 3.2: Publicat el setembre del 2017.

Connector USB Type-C

Definició dels pins del connector USB Type C

- USB 4.0: Publicat l'Agost del 2019.

## Subministrament d'energia
Un altre dels usos principals de l'USB és el subministrament d'energia a dispositius portàtils. Els connectors mini-USB, micro-USB i USB-C han reemplaçat les interfícies de càrrega propietàries en molts casos.
Els diferents estàndards USB estableixen un procés de negociació entre el transmissor i el receptor d'energia i indiquen uns límits de potència:
| Especificació                                      | Corrent | Voltatge | Potència (màx.) |
| -------------------------------------------------- | ------- | -------- | --------------- |
| Dispositiu Low-power                               | 100 mA  | 5 V      | 0,50 W          |
| Dispositiu SuperSpeed Low-power (USB 3.0)          | 150 mA  | 5 V      | 0,75 W          |
| Dispositiu High-power                              | 500 mA  | 5 V      | 2,5 W           |
| Dispositiu SuperSpeed High-power (USB 3.0)         | 900 mA  | 5 V      | 4,5 W           |
| Dispositiu SuperSpeed Multi-lane (USB 3.2 Gen 2x2) | 1.5 A   | 5 V      | 7,5 W           |
| Battery Charging (BC) 1.1                          | 1.5 A   | 5 V      | 7,5 W           |
| Battery Charging (BC) 1.2                          | 5 A     | 5 V      | 25 W            |
| USB-C                                              | 1,5 A   | 5 V      | 7,5 W           |
| USB-C                                              | 3 A     | 5 V      | 15 W            |
| Power Delivery 1.0 Micro-USB                       | 3 A     | 20 V     | 60 W            |
| Power Delivery 1.0 Type-A/B                        | 5 A     | 20 V     | 100 W           |
| Power Delivery 2.0/3.0 Type-C                      | 5 A     | 20 V     | 100 W           |
| 1. 2. 3. 4.                                        |         |          |                 |

L'USB 2.0 distingeix dos tipus de dispositius: els low-power, que consumeixen un màxim de 100 mA a 5 V, i els high-power, amb un màxim de 500 mA a 5 V.
Per millorar aquestes condicions tan limitades, el 2007 va aparèixer l'especificació USB Battery Charging, que no obstant patia d'inconvenients com ara la impossibilitat de carregar dispositius amb la bateria totalment esgotada. Molts d'aquests problemes es van resoldre en la versió 1.2, del 2010, que permet una velocitat de càrrega màxima de 5 A a 5 V.
Al mateix temps, els estàndards USB 3.1 i USB 3.2 van apujar el corrent màxim dels dispositius high-power a 900 mA i 1,5 A, respectivament. A més, tots els cables USB-C estan obligats a suportar un corrent de 3 A, i els que tinguin capacitat per a més també han de dur un circuit integrat (eMarker) que exposi les seves prestacions.:231

### USB Power Delivery
L'USB Power Delivery (sovint abreujat USB-PD o simplement PD) és un estàndard de subministrament d'energia a través d'USB amb unes prestacions molt superiors als anteriors estàndards oficials. Permet la càrrega ràpida de telèfons mòbils, tauletes i fins i tot ordinadors portàtils. Està dissenyat per a conviure amb l'antic USB Battery Charging i funciona tant en cables USB 2.0 com en USB 3.x.:67
Estableix un protocol de comunicació activa entre el productor y el consumidor d'energia. En primer lloc, es comprova si el cable està certificat per la USB Implementers Forum mirant el seu eMarker, que al seu torn proporciona les especificacions del cable. Amb aquesta informació, els dos dispositius poden començar a negociar el voltatge i la intensitat de la càrrega. Aquesta negociació es produeix a través del pin Configuration Channel de l'USB-C.
Existeixen tres revisions de Power Delivery, totes retrocompatibles amb les anteriors:
- La revisió 1.0 (2012) estableix una potència de càrrega màxima de 100 W amb un voltatge límit de 20 V. Defineix cinc perfils de subministrament de potència diferents. Aquesta primera versió funciona sobre cables USB type A i B que han de fabricar-se seguint unes especificacions concretes. En el cas del micro-USB, la potència està limitada a 60 W.

| Perfil | +5 V        | +12 V       | +20 V        |
| ------ | ----------- | ----------- | ------------ |
| 0      | Reservat    | Reservat    | Reservat     |
| 1      | 2,0 A, 10 W | N/D         | N/D          |
| 2      | 2,0 A, 10 W | 1,5 A, 18 W | N/D          |
| 3      | 2,0 A, 10 W | 3,0 A, 36 W | N/D          |
| 4      | 2,0 A, 10 W | 3,0 A, 36 W | 3,0 A, 60 W  |
| 5      | 2,0 A, 10 W | 5,0 A, 60 W | 5,0 A, 100 W |
| 1.     |             |             |              |

- La revisió 2.0 (2014) va adaptar l'especificació a l'USB 3.1 Gen 2 i l'USB-C. D'aquesta versió en endavant, tots els cables compatibles han de dur un eMarker que exposi les seves capacitats. Les característiques noves a partir de la versió 1.2 d'aquesta revisió (2016) només són suportades en USB-C. Per exemple, el sistema de perfils queda reemplaçat per un de voltatges nominals on són negociables tant el voltatge com la intensitat. En aquest sistema la intensitat màxima a qualsevol voltatge són 3 A, excepte a 20 V, quan el carregador pot subministrar més de 60 W i el cable ho soporta. Aleshores, si el carregador pot transmetre més de 15 W de potència, ha de poder fer transmissió a 9 V. Si suporta més de 27 W, també ha de suportar 15 V. Si té una capacitat superior a 45 W, ha de poder transmetre a 20 V:[21]

| Potència de sortida de la font (W) | Corrent (A) | Corrent (A) | Corrent (A) | Corrent (A) |
| Potència de sortida de la font (W) | +5 V        | +9 V        | +15 V       | +20 V       |
| ---------------------------------- | ----------- | ----------- | ----------- | ----------- |
| 0,5–15                             | 0,1–3,0     | N/D         | N/D         | N/D         |
| 15–27                              | 3,0 (15 W)  | 1,67–3,0    | N/D         | N/D         |
| 27–45                              | 3,0 (15 W)  | 3,0 (27 W)  | 1,8–3,0     | N/D         |
| 45–60                              | 3,0 (15 W)  | 3,0 (27 W)  | 3,0 (45 W)  | 2,25–3,0    |
| 60–100                             | 3,0 (15 W)  | 3,0 (27 W)  | 3,0 (45 W)  | 3,0–5,0     |

- La revisió 3.0 (2015) afegeix noves funcionalitats i mesures de protecció. Per exemple, la possibilitat d'intercanviar els rols d'emissor i receptor d'energia, de comunicar l'estat de la bateria, d'alertar en cas de sobretensió, sobrecàrrega o sobreescalfament i un sistema d'autenticació de dispositius.[22]
- El maig del 2021, apareix la revisió PD 3.1, la qual afegeix voltatges més elevats de 28, 36 i 48V, permetent d'arribar fins a potències de 240W (48V a 5A).[23]

| Potència e sortida de la font (W) | V a la sortida |
| --------------------------------- | -------------- |
| 140W                              | 28V            |
| 180W                              | 36V            |
| 240W                              | 48V            |

Implementacions reals del protocol PD ː
| Protocol | Fabricant         | Referència | Notes  |
| -------- | ----------------- | ---------- | ------ |
| PD 3.0   | ON Semiconductor  | FAN6390    | [ 25 ] |
| PD 3.0   | "                 | NCP12601   | "      |
| PD 3.0   | VIA Labs          | VP302      | [ 26 ] |
| PD 3.0   | Texas Instruments | TPS65983B  | [ 27 ] |

## Més informació
- Axelson, Jan. USB Mass Storage: Designing and Programming Devices and Embedded Hosts (en anglès).  Lakeview Research, 1 setembre 2006. ISBN 978‐1‐931448‐04‐8. 287 pp.
- Axelson, Jan. Serial Port Complete: COM Ports, USB Virtual COM Ports, and Ports for Embedded Systems (en anglès). 2a edició.  Lakeview Research, 1 desembre 2007. ISBN 978‐1‐931448‐06‐2. 380 pp.
- Axelson, Jan. USB Complete: The Developer's Guide (en anglès). 4a edició.  Lakeview Research, 2009. ISBN 978‐1‐931448‐08‐6. 506 pp.
- Hyde, John. USB Design by Example: A Practical Guide to Building I/O Devices (en anglès). 2a edició.  Intel Press, febrer 2001. ISBN 978‐0‐970284‐6‐5‐5. 510 pp.
- «Debugging USB 2.0 for Compliance: It's Not Just a Digital World» (PDF). http://cp.literature.agilent.com. Agilent, 1382–3. Arxivat de l'original el 2012-07-25 [Consulta: 19 novembre 2013]. Arxivat 2012-07-25 a Wayback Machine..